# نويل ويتاكر
نويل ويتاكر (بالإنجليزية: Noel Whittaker)‏ هو شخصية أعمال أسترالي، ولد في 1940.